# Вја Сичилија (Анкона)
Вја Сичилија (итал. Via Sicilia) насеље је у Италији у округу Анкона, региону Марке.
Према процени из 2011. у насељу је живело 46 становника. Насеље се налази на надморској висини од 97 м.